# 前頭葉

赤で示す部分が左半球の前頭葉。右半球は透明にしてある。

前頭葉（ぜんとうよう、英: Frontal lobe）は、大脳皮質の中心溝より前の部分。

## 概要
前頭葉は両側の大脳半球の前部に存在し、頭頂葉の前側、側頭葉の上前方に位置する。ヒトの場合は大脳皮質全体の3分の1を占める。
前頭葉の中には一次運動野（4野）、運動前野（6野）、前頭前野（9、10、11野）、眼窩野（がんかや。12、13、14野）などの部位がある。
前頭葉の機能
前頭葉の部位ごとに機能は異なっており、一次運動野と運動前野は随意運動に関与しており、前頭前野のほうは注意・思考・意欲・情操の「座」（機能をになう部位）となっている。（ポジトロンCT（en:PET-CT)を用いた脳の研究のおかげで、前頭葉はその部位によって異なる機能を果たしていることが分かってきた。）
前頭葉の持つ実行機能 (英: executive function) と呼ばれる能力は、現在の行動によって生じる未来における結果の認知や、より良い行動の選択、許容され難い社会的応答の無効化と抑圧、物事の類似点や相違点の判断に関する能力と関係している。
前頭葉は、課題に基づかない長期記憶の保持における重要な役割も担っている。それらはしばしば大脳辺縁系からの入力に由来する情動と関連付けられた記憶である。前頭葉は社会的に好ましい規範に適合するようにこのような情動を調整する。
前頭葉の機能を計測する心理学的テストとして、指叩き課題 (Finger tapping) や、ウィスコンシンカード分類課題、言語や図形処理の流暢性の計測などがある。
大脳皮質のドーパミン感受性ニューロン（ドーパミン受容体）の大半は前頭葉に存在する。ドーパミン系は報酬、注意、長期記憶、計画や意欲と関連付けられている。ドーパミンは、視床から前頭へと伝えられる感覚情報の制限、および選択に関連しているとされている。
周囲の脳葉との位置関係や機能の関係
大脳には脳葉が複数あるが、前頭葉と頭頂葉の間には一次運動野が存在する。一次運動野は中心前回に関連付けられた特定の身体部位の随意運動を制御している。
年齢による変化
前頭葉が完全に成熟するのは25歳前後と言われており、これは成人期の認知的成熟の印とされている。UCLA のアーサー・トーガ (Arthur Toga) の研究によって、前頭葉の白質の髄鞘は10代の被験者より若い成人の被験者において増加していることが発見された。
疾患
米国国立精神保健研究所の報告によると、前頭前皮質におけるドーパミン活性の減少を起こす遺伝子変異はワーキングメモリ課題における成績の低下と課題中の前頭前皮質の機能の低下とに関係し、統合失調症のリスクをわずかに増加させると報告されている。
成人期初期における統合失調症の典型的な発症は、不十分なミエリン化と、それによって引き起こされる前頭の細胞間の非効率的な結合とに関連がある。 

## 障害
前頭葉の障害は様々な症状を引き起こす。できるだけ部位別に説明する
- 前頭葉の中でも前頭前野に障害が起きると...
  - 注意を集中することができなくなる[1]。
  - ひとつの動作ばかりを繰り返し、別の動作に変えることがむずかしくなったりする（固執傾向という）[1]。（精神的柔軟性の低下）
  - 自発行動が減る[1]。自分自身や周囲に対して無関心となる[1]。

- 前頭葉の左半球側には言葉を話すのに必要な運動性言語中枢（44、45野）があり、ここに障害が起きると、声は出せても言葉を話すことができなくなる[1]。
- 眼窩前頭野の障害は、独特な性行動を引き起こす。
- 背外側前頭野の障害は、性的興味の減少を引き起こす。

他
- 危険管理や規則の順守に関する感覚の障害。
- 社交性の増加または減少。
- 会話の劇的な増加または減少。

## 精神外科
20世紀初頭の外科手術（現在では問題視されている手術）
20世紀初頭に精神疾患の治療法として、ポルトガルの神経科学者のエガス・モニスによって初めて開発された、前頭葉と大脳辺縁系をつなぐ経路にダメージを与える方法が行われた。前頭のロボトミー (前頭葉切截術とも) により、患者の苦悩を軽減することに成功したが、副作用として感情、意思、人格の鈍化が見られた。この精神外科的方法の無差別な使用は、深刻な副作用と手術の危険性もあいまって、評判を落とし、精神医学的な療法としては姿を消した。
他
非常にまれではあるが、より的確な形での精神外科的手法は今でも時折行われている。前嚢切開 (anterior capsulotomy) (両側内包前脚の熱損傷) や両側帯状回切除 (bilateral cingulotomy) (両側前帯状回の損傷) といった治療法が、治療困難な強迫性障害やうつ病に用いられる。

## 参考画像

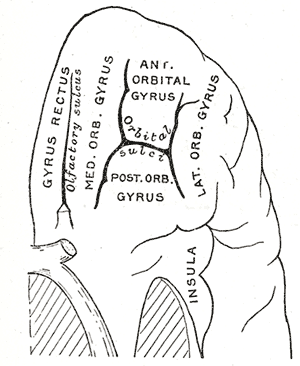
左前頭葉の眼窩面（眼窩のすぐ上、つまり前頭葉を下方から眺めたときに見える部分）
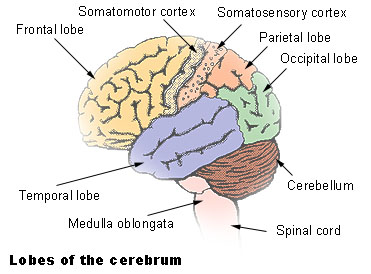
大脳の区分。黄色の所が前頭葉。
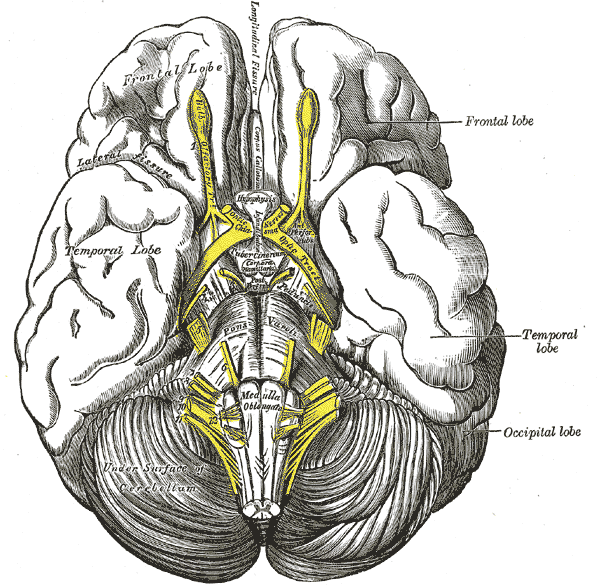
脳の底部
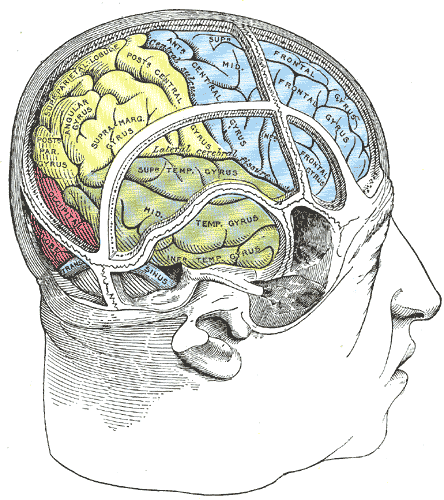
頭蓋骨に対する脳の関係を示した絵。青色の所が前頭葉。